# Osamnaesta hrvatska istočnobosanska brigada NOVJ-a
Osamnaesta hrvatska istočnobosanska brigada bila je istočnobosanska brigada Hrvata u NOVJ.
Osnovana je 10. listopada 1943. godine. To je bilo u trenutku povoljnog strateškog trenutka, jer je rujna 1943. kapitulirala Italija, što je njemačke i snage NDH prisililo angažirati snage na razoružavanju talijanske vojske, da ne bi ista poslije mogla to oružje kao novi saveznik Saveznicima okrenuti protiv njih ili da to oružje ne padne u ruke partizanima ni četnicima. To je velike snage odvuklo ka priobalnom području, što je ostavilo sjeverne krajeve NDH slabije čuvanima. Brigada je osnovana u selu Husinu kod Tuzle, za vrijeme 40-dnevne partizanske vlasti u Tuzli. Pridružili su joj se rudari, većinom Hrvati iz Bukinja, Kreke, Bukinja, Moluha te drugih sela iz doline rijeke Spreče i planine Majevice.
Zapovjednik trećega husinskog bataljuna bio je Mijo Kerošević - Guja, i s njime njegov stric Juro Kerošević. Juro je poslije postao politički komesar Prve čete. Zapovjednik brigade bio je Franjo Herljević.
10. listopada 1943. u Živinicama kod Tuzle, po zapovijedi VŠ NOV i POJ, formirana je 27. udarna divizija 3. udarnog korpusa NOVJ, u čiji su sastav ušla 18. hrvatska (bosanska) brigada, 2. krajiška udarna, 17. majevička i i Birčanski i Romanijski NOP odred. Formirana je kao 3. udarna divizija 3. udarnog korpusa NOVJ, a od 17. listopada divizija nosi naziv: 27. udarna divizija NOVJ. 6. ožujka 1944. U Brđanima kod Bijeljine, odlukom VŠ NOV i POJ, od 17. majevičke i 18. hrvatske brigade, Majevičkog, Tuzlanskog i Posavsko-trebavskog NOP odreda formirana je 38. udarna divizija 3. udarnog korpusa NOVJ, a po drugim podatcima formirana je 10. ožujka.
18. istočnobosanska hrvatska brigada ratovala je na raznim ratištima, oslobodila je Tešanj, sudjelovala u borbama za oslobođenje Sarajeva i dr.